# Ecologia humana
O ramo científico da ecologia humana tem como objeto de estudo a relação entre as populações humanas e o ambiente.

Componentes da Ecologia Humana estudados em Arqueologia

De constituição física bastante desvantajosa, o ser humano (Homo sapiens), por meio da cultura, adotou, e levou às últimas consequências, a estratégia de adaptar o meio ambiente ao seu corpo. Logo, assim, sobreviver, até agora e em todos os ambientes terrestres do planeta, sem adaptações corporais que levassem sequer à formação de outras sub-espécies ou mesmo de raças.
Os elementos do meio ambiente original assim manipulados passaram então também a integrar o meio ambiente dos seres humanos e dos outros elementos sujeitos aos efeitos da manipulação. O meio ambiente humano combina, assim, tanto os elementos naturais (orgânicos e inorgânicos) quanto os culturais que dão suporte à vida humana nos diversos ambientes em que ela se desenvolve e pode ser observado em diferentes escalas espaciais: do quintal de uma casa até à biosfera como um todo.
O meio ambiente humano pode ser mais ou menos favorável à manutenção da saúde humana, ou seja, à normalidade das funções orgânicas, físicas ou mentais necessárias para a sobrevivência e reprodução dos indivíduos. Há, contudo, um limite mínimo de salubridade que é aquele que possibilita a sobrevivência de uma quantidade mínima de indivíduos até a idade reprodutiva e a sua reprodução numa taxa suficiente para repôr os indivíduos mortos. Abaixo desse limite mínimo de salubridade, a espécie está fadada à extinção. Esse limite mínimo é bastante inferior aos padrões de conforto (entendido como bem-estar material) atualmente considerados civilizados. A questão intergeracional impõe, contudo, um limite máximo ao conforto usufruído por uma dada geração humana, pois este não pode ser obtido às custas dos meios necessários para a manutenção de um meio ambiente sadio para as gerações futuras.
Podemos assim definir o meio ambiente humano saudável como aquele que permite a sobrevivência por tempo indeterminado da espécie humana e, ao mesmo tempo, satisfaz, no maior grau possível, as necessidades de cada indivíduo humano, proporcionando-lhe a oportunidade de viver uma vida digna. Essa definição inclui tanto a dimensão física (o limite mínimo físico de salubridade e máximo de conforto), quanto a cultural (a necessidade de respeito a cada indivíduo humano, evitando um cinismo estatístico, e a concepção de bem de cada cultura) de um meio ambiente saudável. É, portanto, uma definição relativamente aberta e que deverá ser especificada para cada grupo cultural por meio do embate político.

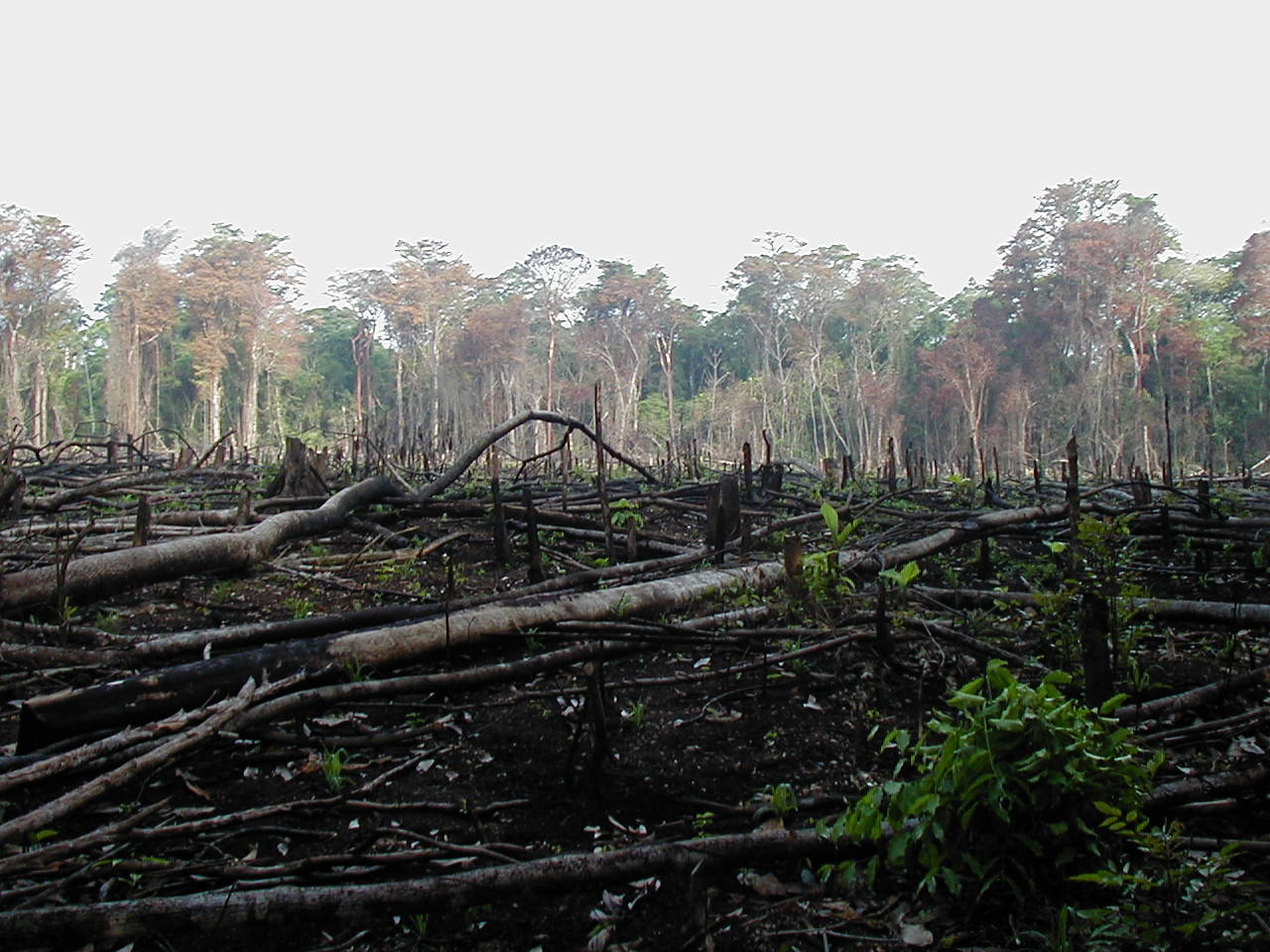
Quais as causas da desflorestação: usura ou expansão urbana?

## Desenvolvimento histórico
As raízes da ecologia como uma disciplina mais ampla podem ser rastreadas até os gregos e uma longa lista de desenvolvimentos na ciência da história natural. A ecologia também se desenvolveu notavelmente em outras culturas. O conhecimento tradicional, como é chamado, inclui a propensão humana para o conhecimento intuitivo, as relações inteligentes, a compreensão e a transmissão de informações sobre o mundo natural e a experiência humana. O termo ecologia foi cunhado por Ernst Haeckel em 1866 e definido por referência direta à economia da natureza.
Como outros pesquisadores contemporâneos de sua época, Haeckel adotou sua terminologia de Carl Linnaeus, onde as conexões ecológicas humanas eram mais evidentes. Na sua publicação de 1749, Specimen academicum de oeconomia naturae, Linnaeus desenvolveu uma ciência que incluía a economia e a polis da natureza. Polis deriva de suas raízes gregas para uma comunidade política (originalmente baseada nas cidades-estado), compartilhando suas raízes com a palavra polícia em referência à promoção do crescimento e manutenção da boa ordem social em uma comunidade. Lineu também foi o primeiro a escrever sobre a estreita afinidade entre humanos e primatas. Lineu apresentou as primeiras ideias encontradas nos aspectos modernos da ecologia humana, incluindo o equilíbrio da natureza, ao mesmo tempo que destacava a importância das funções ecológicas (serviços ecossistêmicos ou capital natural em termos modernos): "Em troca do desempenho satisfatório da sua função, a natureza forneceu a uma espécie as necessidades da vida":66 O trabalho de Lineu influenciou Charles Darwin e outros cientistas de sua época que usaram a terminologia de Lineu (ou seja, a economia e a pólis da natureza) com implicações diretas em questões de assuntos humanos, ecologia e economia.
A ecologia não é apenas biológica, mas também uma ciência humana. Um dos primeiros e influentes cientistas sociais na história da ecologia humana foi Herbert Spencer. Spencer foi influenciado e retribuiu sua influência nas obras de Charles Darwin. Herbert Spencer cunhou a frase "sobrevivência do mais apto", foi um dos primeiros fundadores da sociologia, onde desenvolveu a ideia da sociedade como um organismo e criou um precedente inicial para a abordagem socioecológica que foi o objetivo subsequente e o elo entre a sociologia e a ecologia humana.
A história da ecologia humana tem fortes raízes nos departamentos de geografia e sociologia do final do século XIX. Nesse contexto, um importante marco ou desenvolvimento histórico que estimulou a pesquisa sobre as relações ecológicas entre os seres humanos e seus ambientes urbanos foi encontrado no livro de George Perkins Marsh, Man and Nature; or, physical geography as modified by human action, publicado em 1864. Marsh estava interessado na agência ativa das interações homem-natureza (um precursor inicial da ecologia urbana ou da construção de nicho humano) em referência frequente à economia da natureza.
Em 1894, um influente sociólogo da Universidade de Chicago chamado Albion W. Small colaborou com outro colega, George E. Vincent, e publicou um "'guia de laboratório' para estudar as pessoas nas suas 'ocupações cotidianas'".:578 Este era um guia que ensinava estudantes de sociologia a estudar a sociedade da mesma forma que um historiador natural estudaria pássaros. A sua publicação “incluiu explicitamente a relação do mundo social com o ambiente material”.:578
O primeiro uso do termo "ecologia" em inglês é creditado à química americana e fundadora do campo da economia doméstica, Ellen Swallow Richards. Richards introduziu pela primeira vez o termo "ecologia" em 1892 e posteriormente desenvolveu o termo "ecologia humana".
O termo "ecologia humana" apareceu pela primeira vez em 1907, em Sanitation in Daily Life, de Ellen Swallow Richards, onde foi definido como "o estudo do ambiente dos seres humanos nos efeitos que eles produzem na vida dos homens". O uso do termo por Richard reconheceu os humanos como parte da natureza, e não como algo separado dela. O termo fez sua primeira aparição formal no campo da sociologia no livro de 1921 "Introdução à Ciência da Sociologia", publicado por Robert E. Park e Ernest W. Burgess (também do departamento de sociologia da Universidade de Chicago). Seu aluno, Roderick D. McKenzie, ajudou a solidificar a ecologia humana como uma subdisciplina dentro da escola de Chicago. Esses autores enfatizaram a diferença entre ecologia humana e ecologia em geral, destacando a evolução cultural nas sociedades humanas.
A ecologia humana tem uma história acadêmica fragmentada, com desenvolvimentos espalhados por diversas disciplinas, incluindo: economia doméstica, geografia, antropologia, sociologia, zoologia e psicologia. Alguns autores argumentam que geografia é ecologia humana. Grande parte do debate histórico tem girado em torno da colocação da humanidade como parte ou separada da natureza. À luz do debate ramificado sobre o que constitui a ecologia humana, pesquisadores interdisciplinares recentes buscaram um campo científico unificador que eles chamaram de sistemas humanos e naturais acoplados que "se baseiam, mas vão além do trabalho anterior (por exemplo, ecologia humana, antropologia ecológica, geografia ambiental)".:639 Outros campos ou ramos relacionados ao desenvolvimento histórico da ecologia humana como disciplina incluem ecologia cultural, ecologia urbana, sociologia ambiental e ecologia antropológica. Embora o termo “ecologia humana” tenha sido popularizado nas décadas de 1920 e 1930, estudos neste campo foram conduzidos desde o início do século XIX na Inglaterra e na França.
Os ecologistas biológicos tradicionalmente relutam em estudar a ecologia humana, gravitando em torno do fascínio da natureza selvagem. A ecologia humana tem uma história de focalizar a atenção no impacto dos humanos no mundo biótico. Paul Sears foi um dos primeiros defensores da aplicação da ecologia humana, abordando tópicos voltados para a explosão populacional da humanidade, limites globais de recursos, poluição, e publicou um relato abrangente sobre ecologia humana como disciplina em 1954. Ele viu a vasta "explosão" de problemas que os humanos estavam a criar para o ambiente e lembrou-nos que "o que é importante é o trabalho a ser feito e não o rótulo". "Quando nós, como profissionais, aprendemos a diagnosticar a paisagem total, não apenas como a base da nossa cultura, mas como uma expressão dela, e a partilhar o nosso conhecimento especial tão amplamente quanto possível, não precisamos de temer que o nosso trabalho seja ignorado ou que os nossos esforços não sejam apreciados".:963

## Visão geral
A ecologia humana foi definida como um tipo de análise aplicada às relações entre os seres humanos que era tradicionalmente aplicada às plantas e aos animais na ecologia. Para atingir este objectivo, os ecologistas humanos (que podem incluir sociólogos) integram diversas perspectivas de um amplo espectro de disciplinas que abrangem “pontos de vista mais amplos”.:107Na sua edição de estreia de 1972, os editores da Human Ecology: An Interdisciplinary Journal fizeram uma declaração introdutória sobre o âmbito dos tópicos da ecologia humana. A declaração deles fornece uma ampla visão geral sobre a natureza interdisciplinar do tópico:
- Adaptação genética, fisiológica e social ao ambiente e às mudanças ambientais;
- O papel dos fatores sociais, culturais e psicológicos na manutenção ou perturbação dos ecossistemas;
- Efeitos da densidade populacional na saúde, organização social ou qualidade ambiental;
- Novos problemas adaptativos em ambientes urbanos;
- Inter-relações entre mudanças tecnológicas e ambientais;
- O desenvolvimento de princípios unificadores no estudo da adaptação biológica e cultural;
- A gênese das desadaptações na evolução biológica e cultural humana;
- A relação da qualidade e quantidade dos alimentos com o desempenho físico e intelectual e com as mudanças demográficas;
- A aplicação de computadores, dispositivos de sensoriamento remoto e outras novas ferramentas e técnicas[41]:1

Quarenta anos depois, no mesmo periódico, Daniel G. Bates (2012) observa linhas de continuidade na disciplina e a forma como ela mudou: "Hoje, há maior ênfase nos problemas enfrentados pelos indivíduos e em como os atores lidam com eles, o que resulta em muito mais atenção à tomada de decisões no nível individual, à medida que as pessoas criam estratégias e otimizam riscos, custos e benefícios em contextos específicos. Em vez de tentar formular uma ecologia cultural ou mesmo um modelo especificamente de "ecologia humana", os investigadores recorrem mais frequentemente à teoria demográfica, económica e evolutiva, bem como a modelos derivados da ecologia de campo.":1
Enquanto as discussões teóricas continuam, pesquisas publicadas na Human Ecology Review sugerem que o discurso recente mudou para a aplicação de princípios da ecologia humana. Algumas dessas aplicações se concentram em abordar problemas que cruzam fronteiras disciplinares ou transcendem completamente essas fronteiras. A erudição tem-se afastado cada vez mais da ideia de Gerald L. Young de uma "teoria unificada" do conhecimento ecológico humano — de que a ecologia humana pode emergir como uma disciplina própria — e mais em direcção ao pluralismo melhor defendido por Paul Shepard: de que a ecologia humana é mais saudável quando "corre em todas as direções".

## Aplicação à epidemiologia e à saúde pública
A aplicação de conceitos ecológicos à epidemiologia tem raízes semelhantes às de outras aplicações disciplinares, com Carl Linnaeus tendo desempenhado um papel seminal. No entanto, o termo parece ter se tornado de uso comum na literatura médica e de saúde pública em meados do século XX. Isto foi reforçado em 1971 pela publicação de Epidemiologia como Ecologia Médica, e novamente em 1987 pela publicação de um livro didático sobre Saúde Pública e Ecologia Humana. Uma perspectiva de “saúde dos ecossistemas” surgiu como um movimento temático, integrando investigação e prática de áreas como a gestão ambiental, a saúde pública, a biodiversidade e o desenvolvimento econômico. Por sua vez, a ecologia humana, partindo da aplicação de conceitos como o modelo socioecológico da saúde, convergiu com a corrente principal da literatura global sobre saúde pública.

## Conexão com economia doméstica
Além de suas ligações com outras disciplinas, a ecologia humana tem uma forte ligação histórica com o campo da economia doméstica por meio do trabalho de Ellen Swallow Richards, entre outros. Entretanto, já na década de 1960, várias universidades começaram a renomear departamentos, escolas e faculdades de economia doméstica como programas de ecologia humana. Em parte, esta mudança de nome foi uma resposta às dificuldades percebidas com o termo economia doméstica numa sociedade em modernização e reflete um reconhecimento da ecologia humana como uma das escolhas iniciais para a disciplina que viria a tornar-se economia doméstica. Os programas atuais de ecologia humana incluem a Escola de Ecologia Humana da Universidade de Wisconsin, a Faculdade de Ecologia Humana da Universidade Cornell e o Departamento de Ecologia Humana da Universidade de Alberta.

## Nicho do Antropoceno
As mudanças na Terra causadas pelas atividades humanas foram tão grandes que uma nova época geológica chamada Antropoceno foi proposta. O nicho humano ou pólis ecológica da sociedade humana, como era conhecido historicamente, criou arranjos inteiramente novos de ecossistemas à medida que convertemos matéria em tecnologia. A ecologia humana criou biomas antropogênicos (chamados antromas). Os habitats dentro desses antromas se estendem através de nossas redes rodoviárias para criar o que tem sido chamado de tecnoecossistemas contendo tecnossolos. A tecnodiversidade existe dentro destes tecnoecossistemas. Em paralelo direto ao conceito de ecosfera, a civilização humana também criou uma tecnosfera. A forma como a espécie humana concebe ou constrói a tecnodiversidade no ambiente remonta aos processos de evolução cultural e biológica, incluindo a economia humana.

## Serviços ecossistêmicos

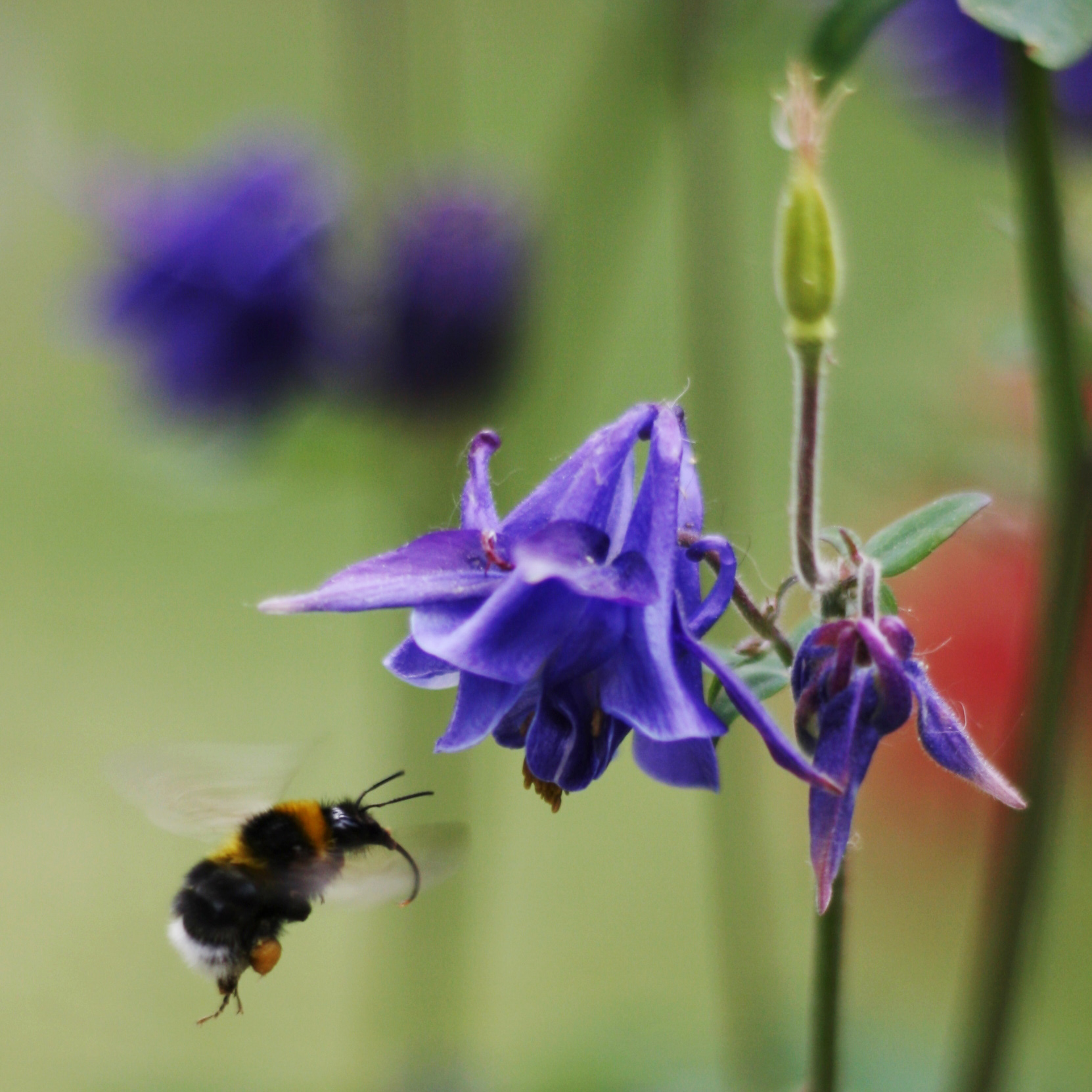
Uma abelha polinizando uma flor, um exemplo de serviço ecossistêmico

Os ecossistemas do planeta Terra estão acoplados aos ambientes humanos. Os ecossistemas regulam os ciclos geofísicos globais de energia, clima, nutrientes do solo e água que, por sua vez, sustentam e aumentam o capital natural (incluindo as dimensões ambiental, fisiológica, cognitiva, cultural e espiritual da vida). Em última análise, todos os produtos fabricados em ambientes humanos provêm de sistemas naturais. Os ecossistemas são considerados recursos de uso comum porque não excluem beneficiários e podem ser esgotados ou degradados. Por exemplo, os espaços verdes dentro das comunidades fornecem serviços de saúde sustentáveis que reduzem a mortalidade e regulam a propagação de doenças transmitidas por vetores. A investigação mostra que as pessoas que estão mais envolvidas e que têm acesso regular às áreas naturais beneficiam de menores taxas de diabetes, doenças cardíacas e distúrbios psicológicos. Estes serviços de saúde ecológica são regularmente esgotados através de projectos de desenvolvimento urbano que não têm em conta o valor comum dos ecossistemas.
Os bens comuns ecológicos proporcionam uma oferta diversificada de serviços comunitários que sustentam o bem-estar da sociedade humana. A Avaliação Ecossistêmica do Milênio, uma iniciativa internacional da ONU que envolve mais de 1.360 especialistas em todo o mundo, identifica quatro principais tipos de serviços ecossistêmicos com 30 subcategorias decorrentes do capital natural. Os bens comuns ecológicos incluem serviços de abastecimento (por exemplo, alimentos, matérias-primas, medicamentos, abastecimento de água), de regulação (por exemplo, clima, água, retenção do solo, retenção de cheias), culturais (por exemplo, ciência e educação, artísticos, espirituais) e de apoio (por exemplo, formação do solo, ciclagem de nutrientes, ciclagem da água).

## Sexta extinção em massa
As avaliações globais da biodiversidade indicam que a época atual, o Holoceno (ou Antropoceno) é uma sexta extinção em massa . A perda de espécies está a acelerar a uma taxa 100–1000 vezes superior às taxas médias de fundo no registo fóssil. O campo da biologia da conservação envolve ecologistas que pesquisam, confrontam e buscam soluções para sustentar os ecossistemas do planeta para as gerações futuras. “As atividades humanas estão associadas direta ou indiretamente a quase todos os aspectos do atual evento de extinção.”:11472
Perturbações persistentes, sistemáticas, amplas e não aleatórias causadas pelo comportamento de construção de nichos dos seres humanos, incluindo a conversão de habitats e o desenvolvimento da terra, levaram muitos ecossistemas da Terra ao limite de seus limites de resiliência. Três limiares planetários já foram ultrapassados, incluindo a perda de biodiversidade, as mudanças climáticas e os ciclos do nitrogênio. Estes sistemas biofísicos estão ecologicamente inter-relacionados e são naturalmente resilientes, mas a civilização humana fez a transição do planeta para uma época do Antropoceno e o estado ecológico da Terra está a deteriorar-se rapidamente, em detrimento da humanidade. As pescas e os oceanos do mundo, por exemplo, enfrentam desafios terríveis, uma vez que a ameaça de colapso global parece iminente, com sérias ramificações para o bem-estar da humanidade.
Embora o Antropoceno ainda não tenha sido classificado como uma época oficial, as evidências atuais sugerem que "uma fronteira em escala de época foi cruzada nos últimos dois séculos".:835 A ecologia do planeta é ainda mais ameaçada pelo aquecimento global, mas os investimentos na conservação da natureza podem fornecer um feedback regulatório para armazenar e regular o carbono e outros gases de efeito estufa.

## Pegada ecológica
Em 1992, William Rees desenvolveu o conceito de pegada ecológica . A pegada ecológica e o seu análogo próximo, a pegada hídrica, tornaram-se uma forma popular de contabilizar o nível de impacto que a sociedade humana está a causar nos ecossistemas da Terra. Tudo indica que o empreendimento humano é insustentável, pois a pegada ecológica da sociedade coloca demasiada pressão sobre a ecologia do planeta. O relatório Planeta Vivo da WWF de 2008 e outros investigadores relatam que a civilização humana excedeu a capacidade bio-regenerativa do planeta.

## Economia ecológica
A economia ecológica é uma ciência econômica que estende os seus métodos de avaliação à natureza, num esforço para abordar a desigualdade entre o crescimento do mercado e a perda de biodiversidade. O capital natural é o estoque de materiais ou informações armazenadas na biodiversidade que geram serviços que podem melhorar o bem-estar das comunidades. As perdas populacionais são o indicador mais sensível do capital natural do que a extinção de espécies na contabilização dos serviços ecossistêmicos. A perspectiva de recuperação da crise econômica da natureza é sombria. Populações como lagoas locais e áreas florestais estão a ser eliminadas e perdidas a taxas que excedem a extinção de espécies. O sistema econômico baseado no crescimento adotado por governos em todo o mundo não inclui um preço ou mercados para o capital natural. Este tipo de sistema econômico impõe uma dívida ecológica ainda maior às gerações futuras.
As sociedades humanas estão cada vez mais sob estresse à medida que os bens comuns ecológicos são diminuídos por meio de um sistema de contabilidade que assume incorretamente "... que a natureza é um bem de capital fixo e indestrutível.":44A atual onda de ameaças, incluindo enormes taxas de extinção e perda simultânea de capital natural em detrimento da sociedade humana, está acontecendo rapidamente. Isto é chamado de crise da biodiversidade, porque se prevê que 50% das espécies do mundo serão extintas nos próximos 50 anos. anos. As análises monetárias convencionais não conseguem detectar ou lidar com este tipo de problemas ecológicos. Várias iniciativas econômicas ecológicas globais estão sendo promovidas para resolver esse problema. Por exemplo, os governos do G8 se reuniram em 2007 e estabeleceram a iniciativa Economia dos Ecossistemas e da Biodiversidade (TEEB): "Num estudo global, iniciaremos o processo de análise do benefício econômico global da diversidade biológica, dos custos da perda de biodiversidade e da incapacidade de tomar medidas de protecção versus os custos da conservação eficaz."
O trabalho de Kenneth E. Boulding é notável por desenvolver a integração entre ecologia e suas origens econômicas. Boulding traçou paralelos entre ecologia e economia, mais geralmente no sentido de que ambas são estudos de indivíduos como membros de um sistema, e indicou que a "família do homem" e a "família da natureza" poderiam de alguma forma ser integradas para criar uma perspectiva de maior valor.

## Abordagens interdisciplinares
A ecologia humana expande o funcionalismo da ecologia para a mente humana. A percepção das pessoas de um mundo complexo é uma função de sua capacidade de compreender além do imediato, tanto no tempo quanto no espaço. Este conceito manifestou-se no slogan popular que promove a sustentabilidade: "pense globalmente, aja localmente". Além disso, a concepção que as pessoas têm de comunidade decorre não apenas da sua localização física, mas também das suas ligações mentais e emocionais, e varia entre "comunidade como lugar, comunidade como modo de vida ou comunidade de acção colectiva".
No último século, o mundo enfrentou vários desafios, incluindo degradação ambiental, problemas de saúde pública e mudanças climáticas. Abordar estas questões requer intervenções interdisciplinares e transdisciplinares, permitindo uma compreensão abrangente das intrincadas ligações entre as sociedades humanas e o ambiente. Nos primeiros anos, a ecologia humana ainda estava profundamente enraizada em suas respectivas disciplinas: geografia, sociologia, antropologia, psicologia e economia. Os estudiosos, desde a década de 1970 até o presente, têm apelado a uma maior integração entre todas as disciplinas dispersas que estabeleceram cada uma a investigação ecológica formal.

### Na arte
Enquanto alguns dos primeiros escritores consideraram como a arte se encaixava em uma ecologia humana, foi Sears quem propôs a ideia de que, a longo prazo, a ecologia humana de fato se parecerá mais com arte. Bill Carpenter (1986) chama a ecologia humana de "possibilidade de uma ciência estética", renovando o diálogo sobre como a arte se encaixa em uma perspectiva ecológica humana. Segundo Carpenter, a ecologia humana como ciência estética combate a fragmentação disciplinar do conhecimento ao examinar a consciência humana.

### Na educação
Embora a reputação da ecologia humana em instituições de ensino superior esteja crescendo, não há ecologia humana nos níveis de ensino primário ou secundário, com uma exceção notável, a Syosset High School, em Long Island, Nova York. O teórico educacional Sir Kenneth Robinson apelou à diversificação da educação para promover a criatividade em atividades académicas e não académicas (ou seja, educar o seu "ser inteiro") para implementar uma "nova concepção de ecologia humana".

## Bioregionalismo e ecologia urbana
No final da década de 1960, os conceitos ecológicos começaram a ser integrados aos campos aplicados, nomeadamente arquitetura, arquitetura paisagística e planejamento. Ian McHarg pediu um futuro em que todo planejamento seria "planejamento ecológico humano" por padrão, sempre vinculado às relações dos humanos com seus ambientes. Ele enfatizou o planeamento local, baseado no lugar, que leva em consideração todas as "camadas" de informação, desde ageologia à botânica, à zoologia e à história cultural. Os defensores do novo movimento urbanístico, como James Howard Kunstler e Andres Duany, adotaram o termo ecologia humana como uma forma de descrever o problema — e prescrever soluções — para as paisagens e estilos de vida de uma sociedade orientada para o automóvel. Duany chamou o movimento da ecologia humana de "a agenda para os próximos anos". Embora o planejamento McHargiano ainda seja amplamente respeitado, o movimento dourbanismo paisagístico busca um novo entendimento entre as relações humanas e ambientais. Entre esses teóricos está Frederich Steiner, que publicou Ecologia Humana: Seguindo a Liderança da Natureza em 2002, que se concentra nas relações entre paisagem, cultura e planejamento. A obra destaca a beleza da investigação científica ao revelar as dimensões puramente humanas que fundamentam nossos conceitos de ecologia. Enquanto Steiner discute cenários ecológicos específicos, como paisagens urbanas e aquáticas, e as relações entre regiões socioculturais e ambientais, ele também adota uma abordagem diversificada à ecologia, considerando até mesmo a síntese única entre ecologia e geografia política. Ecologia Humana : Fragmentos de uma visão antifragmentária (2003) de Deiter Steiner é uma exposição importante das tendências recentes em ecologia humana. Parte revisão bibliográfica, o livro está dividido em quatro seções: “ecologia humana”, “o implícito e o explícito”, “estruturação” e “a dimensão regional”.

### Leitura futura
- Cohen, J. 1995. How Many People Can the Earth Support? New York: Norton and Co.
- Dyball, R. and Newell, B. 2015 Understanding Human Ecology: A Systems Approach to Sustainability London, England: Routledge.
- Henderson, Kirsten, and Michel Loreau. "An ecological theory of changing human population dynamics." People and Nature 1.1 (2019): 31–43.
- Eisenberg, E. 1998. The Ecology of Eden. New York: Knopf.
- Hansson, L.O. and B. Jungen (eds.). 1992. Human Responsibility and Global Change. Göteborg, Sweden: University of Göteborg.
- Hens, L., R.J. Borden, S. Suzuki and G. Caravello (eds.). 1998. Research in Human Ecology: An Interdisciplinary Overview. Brussels, Belgium: Vrije Universiteit Brussel (VUB) Press.
- Marten, G.G. 2001. Human Ecology: Basic Concepts for Sustainable Development. Sterling, VA: Earthscan.
- McDonnell, M.J. and S.T. Pickett. 1993. Humans as Components of Ecosystems: The Ecology of Subtle Human Effects and Populated Areas. New York: Springer-Verlag.
- Miller, J.R., R.M. Lerner, L.B. Schiamberg and P.M. Anderson. 2003. Encyclopedia of Human Ecology. Santa Barbara, CA: ABC-CLIO.
- Polunin, N. and J.H. Burnett. 1990. Maintenance of the Biosphere. (Proceedings of the 3rd International Conference on Environmental Future — ICEF). Edinburgh: University of Edinburgh Press.
- Quinn, J.A. 1950. Human Ecology. New York: Prentice-Hall.
- Rees, William E. (11 de agosto de 2023). «The Human Ecology of Overshoot: Why a Major 'Population Correction' Is Inevitable». World (em inglês). 4 (3): 509–527. ISSN 2673-4060. doi:10.3390/world4030032
- Sargent, F. (ed.). 1974. Human Ecology. New York: American Elsevier.
- Suzuki, S., R.J. Borden and L. Hens (eds.). 1991. Human Ecology — Coming of Age: An International Overview. Brussels, Belgium: Vrije Universiteit Brussel (VUB) Press.
- Tengstrom, E. 1985. Human Ecology — A New Discipline?: A Short Tentative Description of the Institutional and Intellectual History of Human Ecology. Göteborg, Sweden: Humanekologiska Skrifter.
- Theodorson, G.A. 1961. Predefinição:OL bookon Open Library at the Internet Archive. Evanston, IL: Row, Peterson and Co.
- Wyrostkiewicz, M. 2013. "Human Ecology. An Outline of the Concept and the Relationship between Man and Nature". Lublin, Poland: Wydawnictwo KUL
- Young, G.L. (ed.). 1989. Origins of Human Ecology. Stroudsburg, PA: Hutchinson Ross.